# Leiomiosarcoma
El leiomiosarcoma es un tipo de cáncer que deriva de las células del músculo liso. Pertenece al grupo de los sarcomas y puede originarse en cualquier parte del cuerpo, aunque normalmente se presenta en el útero, estómago, intestino delgado, abdomen u otros tejidos blandos, localizaciones infrecuentes son la dermis y el hueso. Son tumores agresivos de mal pronóstico y poco frecuentes, corresponden a entre el 5% y el 10 % del total de los sarcomas.

## Leiomiosarcoma de útero
Representa el 1% del total de cánceres del aparato genital femenino, la edad más frecuente de aparición es entre los 48 y 57 años. Suele tener mala evolución, con tendencia a la recaída y presentación de metástasis. Los síntomas consisten en hemorragia vaginal anormal, dolor abdominal y la presencia de una tumoración en el abdomen de rápido crecimiento.

## Leiomiosarcoma deaparato digestivo
Se origina en la capa muscular de la pared del estómago, intestino delgado o intestino grueso. Son tumores infrecuentes que representan menos del 10% de los cánceres del intestino delgado y tan solo el 1% de los de colon y recto. El pronóstico en general no es bueno por su tendencia a la recidiva.

## Leiomiosarcoma de tejidos blandos
Se localiza generalmente en la región retroperitoneal (detrás del peritoneo) o en los tejidos profundos de las extremidades. El tumor procede de las células musculares de las paredes de pequeños vasos sanguíneos. Cuando se sitúan en el retroperitoneo, se manifiestan por dolor abdominal, pérdida de peso, o la presencia de una masa palpable en el abdomen, mientras que los que afectan a extremidades aparecen como una masa indolora que aumenta de tamaño progresivamente y ocasiona pocas manifestaciones generales.